# جامع حي المعلمين (الأنبار)
جامع حي المعلمين من مساجد العراق القديمة، ويقع في حي المعلمين، في قضاء الرمادي في محافظة الأنبار، وتم بناؤه في عام 1390هـ/1970م، على نفقة أهل الخير من المنطقة، وتبلغ مساحتهُ 1300م2، ويحتوي الحرم على مصلى تبلغ مساحته حوالي 800م2، ويتسع لأكثر من 800 مصل، وتقام فيهِ صلاة الجمعة وصلاة العيدين والصلوات الخمس، وفي الحرم محفل للقراء ومنبر للخطابة مصنوعان من الخشب الصاج، ومقابل الحرم توجد فسحة طارمة مسقفة، ومن ملحقات الجامع قاعة وداران سكن وغرفتان مخصصة للإمام والخطيب، والجامع مستلم من قبل ديوان الوقف السني في العراق وحالتهُ مضبوطة وتم تجديدهُ عام 2008م. كما يُعرف الجامع بفضيحة الشيخ حكمت رجب العاني حيث قام المذكور اسمه باغتصاب الاطفال اثناء تحفيظهم القرآن.